# Grupa Armii Południowa Ukraina
Grupa Armii Południowa Ukraina (niem. Heeresgruppe Südukraine) – niemiecka grupa armii utworzona pod koniec marca 1944 roku z przemianowania Grupy Armii A. Po ciężkich walkach z Armią Czerwoną w sierpniu 1944 została niemalże unicestwiona i we wrześniu 1944 nazwana Grupą Armii Południe.

## Dowódcy
- marzec-lipiec 1944: Ferdinand Schörner
- lipiec-wrzesień 1944: Johannes Frießner

## Skład w sierpniu 1944
- 6 Armia
- 8 Armia
- 530 pułk łączności